# Josef Maximilian Petzval

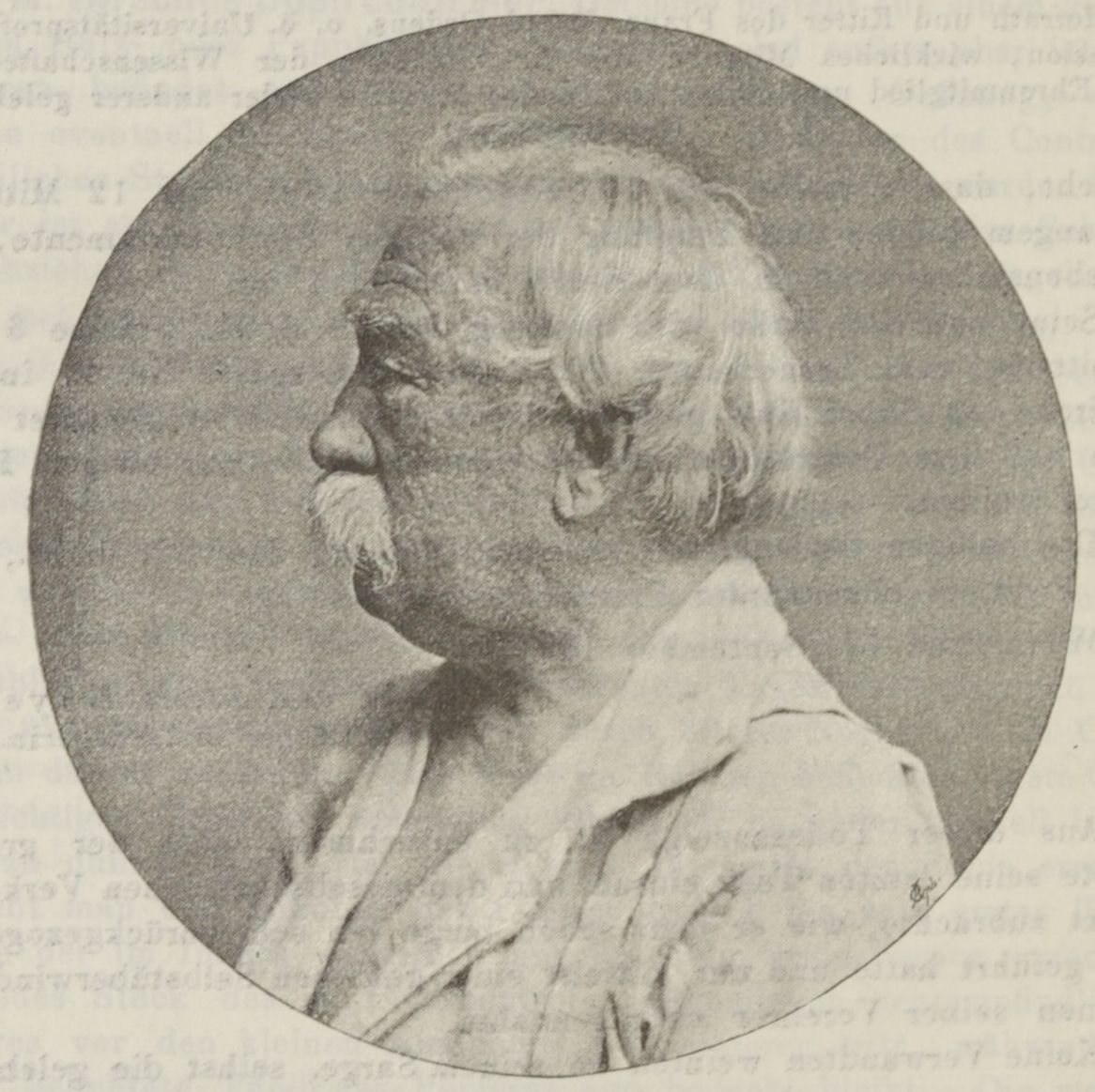
Josef Petzval

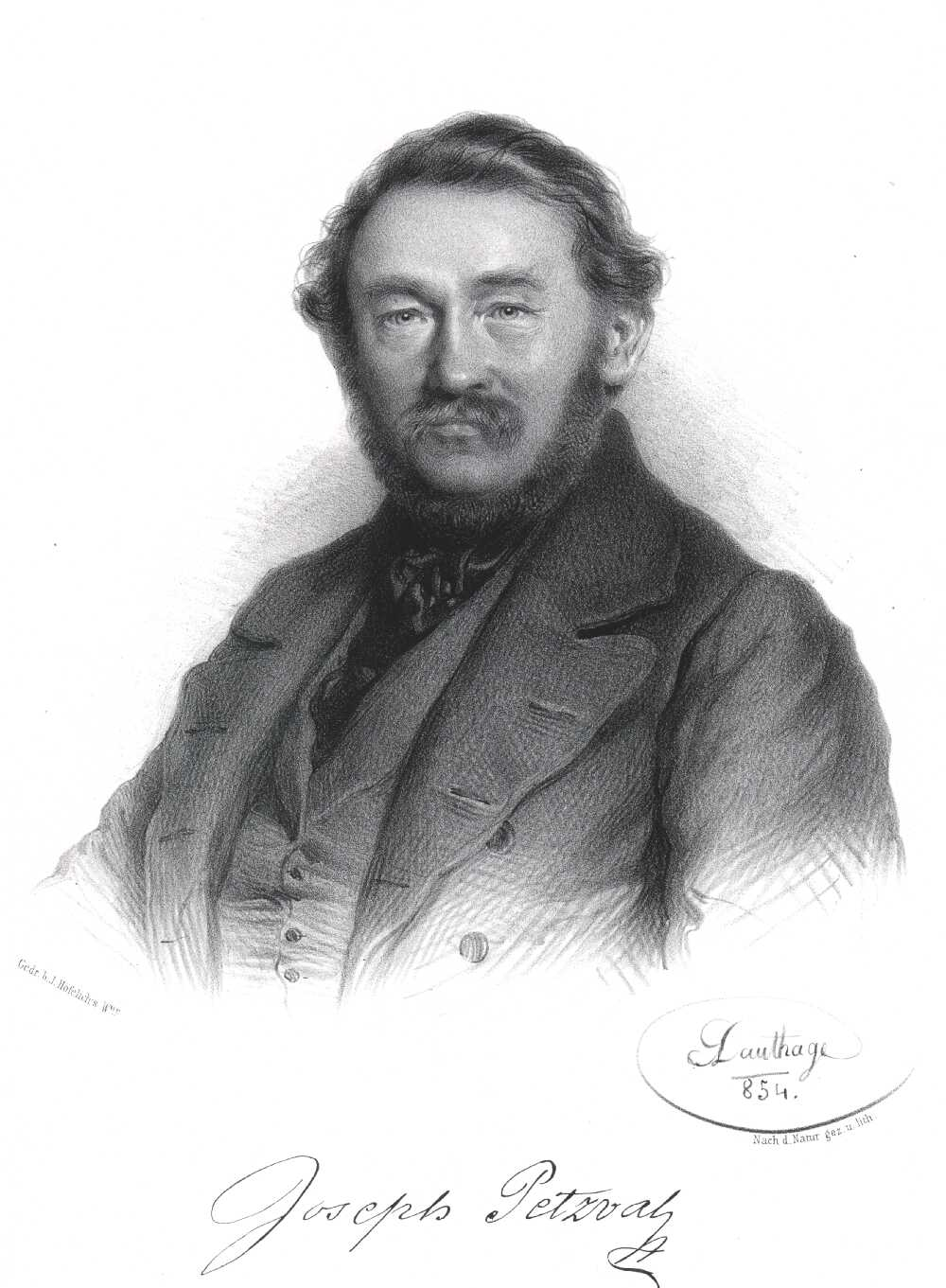
Josef Petzval 1854, Zeichnung von Adolf Dauthage

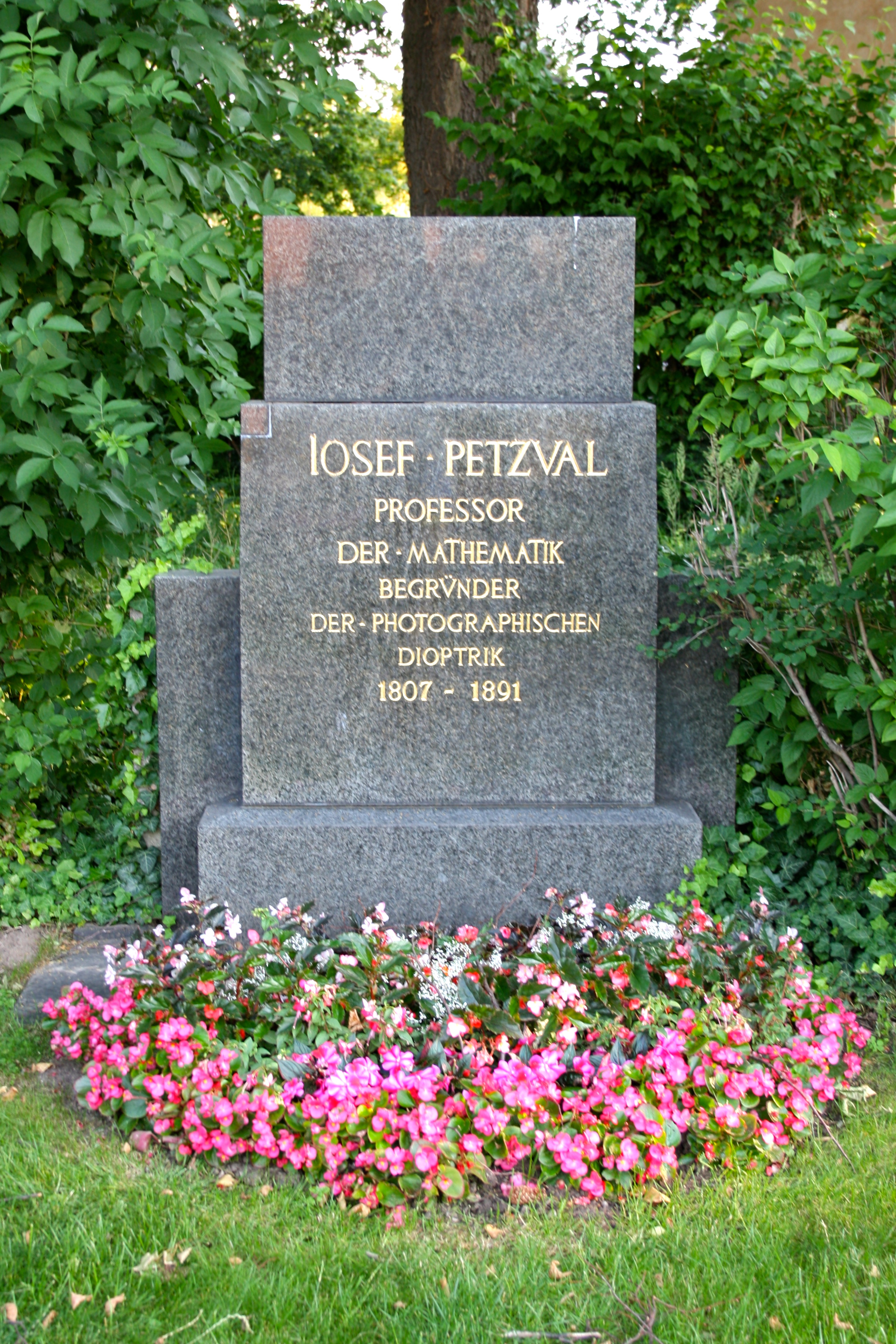
Grab von Josef Petzval am Wiener Zentralfriedhof

Jozef Maximilián Petzval (* 6. Januar 1807 Spišská Belá (dt. Zipser Bela, ung. Szepesbéla); † 17. September 1891 in Wien), auch unter seinem deutschen Namen Joseph Maximilian Petzval oder ungarischen Namen Petzval József Miksa bekannt, war ein ungarndeutscher Mathematiker.

## Leben
Petzval studierte und unterrichtete später an der Universität von Pest (Teil des späteren Budapest). 1832 wurde er promoviert. 1837 nahm er einen Lehrstuhl für Mathematik an der Wiener Universität an. Er war Mitglied der Österreichischen Akademie der Wissenschaften seit 1851 und der Ungarischen Akademie der Wissenschaften (MTA) seit 1873.
Petzvals bekannteste Leistung ist das Porträtobjektiv von Petzval, das nach 150 Jahren immer noch eine gewisse Bedeutung hat. Er leistete grundlegende Arbeiten zur Theorie der Abbildungsfehler optischer Systeme. Einige zentrale Begriffe dieses Felds sind später nach ihm benannt worden:
- Die Petzval-Fläche ist die im Allgemeinen gekrümmte Bildfläche eines unkorrigierten optischen Systems, ein Rotationsparaboloid.
- Bei Einhaltung der Petzval-Bedingung ist die Petzval-Fläche eben.

Auf die Entwicklungen Petzvals geht auch das lichtstarke Landschaftsobjektiv Orthoskop zurück. In der Mathematik arbeitete er unter anderem an Anwendungen der Laplace-Transformation. 

## Schriften
- Bericht über die Ergebnisse einiger dioptrischen Untersuchungen (Pest, 1843)
- Integration der linearen Differentialgleichungen (I.-II., Wien, 1853–59)
- Bericht über optische und dioptrische Untersuchungen (Sitzungsberichte, Wien, 1857)

## Ehrungen
- Petzvals Geburtshaus in Spišská Belá ist heute ein ihm gewidmetes Museum.[2]
- Der Mondkrater Petzval wurde 1970 von der IAU offiziell nach Josef Maximilian Petzval benannt.[3]
- Der Petzval-Gletscher in der Antarktis ist nach Petzval benannt.